# Ojo de Agua Chico
Ojo de Agua Chico är en ort i Mexiko.   Den ligger i kommunen Tezonapa och delstaten Veracruz, i den sydöstra delen av landet, 250 km öster om huvudstaden Mexico City. Ojo de Agua Chico ligger 834 meter över havet och antalet invånare är 159.
Terrängen runt Ojo de Agua Chico är varierad. Runt Ojo de Agua Chico är det ganska tätbefolkat, med 100 invånare per kvadratkilometer. Närmaste större samhälle är Córdoba, 19,4 km nordväst om Ojo de Agua Chico. I omgivningarna runt Ojo de Agua Chico växer i huvudsak städsegrön lövskog.